# 蒙特雷索尔城堡

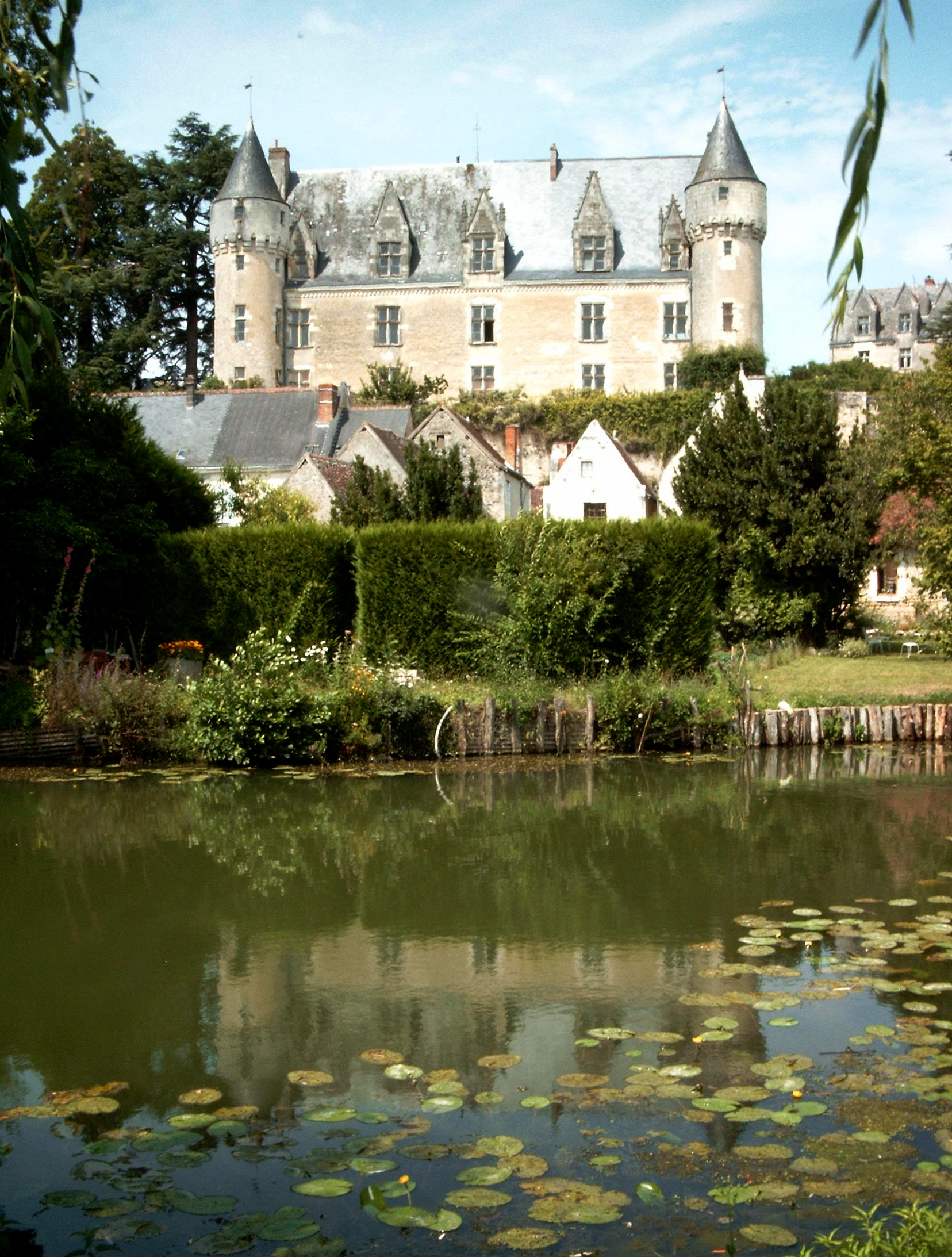
蒙特雷索尔城堡

蒙特雷索尔城堡（Château de Montrésor）是一座中世纪城堡，其庭院内建有一座文艺复兴宅邸，位于法国中央-卢瓦尔河谷大区安德尔-卢瓦尔省东南部洛什区村庄蒙特雷索尔。1996年，法国文化部将其列为法国历史遗迹，现在是一个受欢迎的旅游景点。

## 历史
1005年左右，安茹伯爵安茹的富尔克三世选择了一块俯瞰安德魯瓦河河谷的的岩石，作为建造堡垒的地点，由“小魔鬼”罗杰建造。城堡主楼用石头建造。12世纪，蒙特雷索尔落入英王亨利二世之手，建造入口雄伟的塔楼以及一部分北部幕墙。1188年，法王腓力二世从英国人手中夺回了蒙特雷索尔。安德烈•德•乔维尼（Andréde Chauvigny）与狮心王理查一起从第三次十字军东征归来，成为蒙特雷索尔的新领主，之后不得不将城堡割让给帕卢乌（Palluau）家族近两个世纪。203年，城堡被拆除，1393年由让•比奈为布伊尔的让四世重建，修建了围墙、门楼和附属建筑。
从15世纪开始，随着王室在图赖讷停留的时间越来越多，蒙特雷索尔成为朝臣和王室仆人的中心。1493年，安贝尔德巴塔尼（Imbert de Batarnay）买下蒙特雷索尔，在围墙内建造了一座优雅的住宅，其中只有主楼尚存。安贝尔是法国四位国王的有影响力的管家：路易十一、查理八世、路易十二和弗朗索瓦一世。他在这一职位上的超长任期，在当时很是罕见，他技巧娴熟、狡猾，参与了他那个时代的所有谈判——他特别负责安排布列塔尼的安妮与国王的婚姻，促成布列塔尼公国与法兰西王国的合并。他受安排准备与意大利的战争，并教育路易十二和弗朗索瓦一世的孩子。
在17世纪和18世纪，由另外一些家族，如布尔迪列斯家族和博维利亚家族，住在城堡里。法国大革命标志着其衰落的开始。1845年左右，路易•朱夫罗伊•德•冈桑伯爵拆除了文艺复兴的西楼以及城堡小堂。
1849年，波兰流亡贵族布拉尼基德伯爵的母亲买下了这座破旧的庄园。他是皇帝拿破仑三世的朋友，他来到蒙特雷索尔以后，给这个村庄带来新的生活；他为女孩和男孩建造了新学校，恢复了供水，修复了医院，并在墓地里建造了一座小教堂。布拉尼基完全修复了城堡。在二十多年里，他修建了新屋顶，并为室内配备了丰富的家具和艺术品。他把自己的家变成了波兰历史文物的档案馆和仓库，现在已经成为一个著名的收藏和博物馆。这座庄园是与皇族举行盛大宴会的场所，周围的森林则是狩猎的场所。布拉尼基没有合法继承人，财产由他的弟弟康斯坦蒂继承。但这条线也同样绝嗣。这座城堡现在由姻亲和米科瓦伊·芮伊的后裔拥有。